# Чорний ангел (фільм)
Чорний ангел (англ. Urban Menace) — американський фільм режисера Альберта Пьюна.

## Сюжет
Фанатичний священик Калеб прагне помститися місцевим бандитам за смерть своєї родини і спалення своєї церкви.

## У ролях
- Снуп Догг — проповідник Калеб
- Біг Пан — Кроу
- Айс-Ті — оповідач
- Фет Джо — Терор
- Т.Дж. Сторм — Король
- Вінсент Клін — Тінь
- Романі Малко — Син
- Тахітія Хікс — Холт
- Ева Ла Даре — Джолін
- Ерні Хадсон мол. — Ноу Дайс
- Джахі Дж.Дж. Зурі — Кул Ді
- Роб Ладесіч — Гарпер
- Міхаель Вальде-Бергер — бос Гарпера
- Міхаела Полаковікова — повія
- Ед Саттервайт — загін Кроу
- Джейсон Степлтон — загін Кроу
- Лубо Слейтер — загін Кроу
- Роберт Югоро — загін Калеба